# Democrazia rappresentativa
La democrazia rappresentativa è una forma di governo democratica nella quale i cittadini, aventi diritto di voto, eleggono direttamente dei rappresentanti per essere governati (in contrapposizione alla democrazia diretta).

## Descrizione
,Nella trattazione del filosofo greco Aristotele, la democrazia rappresentativa corrisponde alla πολιτεία (v. politeia), democrazia rappresentativa del ceto medio, giusto mezzo o compromesso fra le due forme di governo degenerate dell'oligarchia e della tirannide: cariche elette come nell'oligarchia, ma indipendentemente dalla classe sociale-censo come nella tirannide. Il popolo è diviso in classi sociali e la democrazia rappresentativa è tanto più stabile e tanto più non degenerata, quanto più è numeroso il ceto medio e al suo interno distribuita la ricchezza, poiché gli eletti - oggi diremmo lo Stato - si trovano a mediare e dover trovare una legge-compromesso fra gli opposti e legittimi interessi di parte, tanto più facilmente ottenibile quanto più questi interessi per ricchezza e virtù non sono divergenti in partenza, come cioè avviene quando sono concentrati in un ampio ceto medio.
Negli ultimi anni un forte dibattito sulla crisi della democrazia rappresentativa ha investito,in particolare, l'America Latina e l'Europa. Infatti a livello municipale in Brasile, in Italia, e in altri paesi, sono in via di sperimentazione forme di maggiore coinvolgimento dei cittadini e dei corpi intermedi (sindacati, associazioni, ecc.); queste iniziative di partecipazione sono volte ad affiancare, ai tradizionali organi istituzionali, assemblee e altre forme consultive. Questo modello, a metà tra la democrazia rappresentativa e quella diretta, prende il nome di democrazia partecipativa.

### Tassonomia
Sono democrazie rappresentative le democrazie in cui è presente un Parlamento o più in generale un'assemblea legislativa. Le democrazie rappresentative si distinguono in democrazie parlamentari, se il parlamento ha i più ampi poteri (a partire dalla fiducia obbligatoria all'esecutivo) oppure presidenziali o semipresidenziali se il presidente della repubblica o il capo dello stato ha poteri abbastanza estesi da essere concorrenziali a quelli dell'assemblea legislativa.

### Influenza dei sistemi elettorali
Secondo i sostenitori del modello bipartitico, la presenza di soli due partiti porta alla formazione di governi stabili e maggioranze parlamentari che durano fino al termine della legislatura, senza elezioni anticipate, ma secondo i detrattori questo porta ad una ridotta sovranità popolare sullo Stato e un minor controllo diretto della vita politica tramite le elezioni.
Secondo i sostenitori del modello proporzionale, invece, la presenza di più partiti (con la presenza o meno di soglie di consenso per l'accesso al parlamento) permette di rappresentare più fedelmente la nazione, ma per i detrattori questo trasforma i partiti in attori che di fatto controllano lo Stato con maggioranze variabili e spesso opportunistiche. 
Esiste poi il modello bipolare, applicato in Italia nella Seconda Repubblica: da un lato una serie di partiti costituisce una coalizione che viene premiata come in un sistema bipartitico, ma nella pratica la rappresentanza parlamentare - così ottenuta dai piccoli partiti - consente loro di condizionare l'attività di governo o perfino di determinarne la fine; dall'altro lato, "di fatto si è prepotentemente imposta tramite i mass media e, spesso, tramite distorsioni e aggiramenti a opera del legislatore, la sensazione che si elegga direttamente il governo e il suo capo", secondo "una concezione del sistema politico italiano declinata su un versante di tipo neopresidenzialista; va da sé che si tratta di un presupposto basato su un falso, essendo l’Italia una repubblica parlamentare".

### Influenza del mandato imperativo
La rappresentatività parlamentare è divisa fra libertà morale degli eletti e mandato imperativo.
Per quanti sostengono la necessità di un mandato imperativo, in cambio di legislature di lunga durata, gli eletti politici dovrebbero avere degli obblighi di legge di fedeltà al programma elettorale e al partito col quale i cittadini li hanno eletti. Il mandato imperativo sarebbe il contrappeso al ridotto ricorso alla consultazione elettorale e, lungo questa linea, si potrebbe persino arrivare a richiedere al candidato, prima delle elezioni, le cosiddette "dimissioni in bianco" o altro documento giuridicamente impegnativo.
Diversamente, la scelta fatta dalle Costituzioni moderne è quella del divieto di mandato imperativo: l'indicazione elettorale è basata solamente su un patto di fiducia e un mero obbligo morale fra eletti ed elettori. La possibilità dell'elettorato di "punire" la deviazione - con una scelta diversa alle elezioni successive - non appare efficace quando la rappresentanza politica si riduce a due partiti, il che fa diventare pratica diffusa promettere in un modo e agire diversamente; sotto il ricatto del "voto utile", quel sistema elettorale aumenta il rischio che gli elettori non possano sanzionare il transfuga nelle votazioni successive.
Dove il parlamentare o il governante eletto hanno piena libertà morale, quindi autonomia di condotta e opinioni, e nessun obbligo giuridico verso l'elettorato, il trasformismo non è reato e si pone in termini più forti la questione morale della politica. Infatti, il reato di corruzione esiste fra privato e pubblico ufficiale, mentre è più complesso dimostrare che possa esistere nei confronti dei parlamentari, la cui stessa natura di pubblici ufficiali è contestata; il reato di voto di scambio sussiste per chi riceve denaro in cambio di un voto, in modo indipendente dalla presenza di un'organizzazione criminale, ma non per chi cambiando partito ottiene nuovi incarichi politici. Resta impossibile per la legge valutare le intenzioni, e stabilire se il cambio di appartenenza sia dovuto alla ricerca di una contropartita personale oppure a un percorso che ha portato a un legittimo mutamento di convinzioni politiche.